# Erhard Niedenthal
Erhard Niedenthal (* 1. September 1932 in Wiesbaden; † 4. Juli 2014 in Wiesbaden) war ein deutscher Politiker (CDU).

## Biographische Angaben
Niedenthal war von Beruf Polizeibeamter, zuletzt im Rang eines ersten Polizeihauptkommissars. Er war Stadtverordneter, ehrenamtliches Mitglied des Magistrats der Landeshauptstadt Wiesbaden für Sport- und Freizeitangelegenheiten und Stadtältester von Wiesbaden. Am 8. Februar 1993 rückte er in den Deutschen Bundestag nach, dem er bis 1994 angehörte. 2008 ging er in den Ruhestand.

## Auszeichnungen
- Träger des Hessischen Verdienstordens am Bande
- Träger der Bürgermedaille der Landeshauptstadt Wiesbaden in Gold

## Werke
- Das Spiel in Wiesbaden. Marianne Breuer, Wiesbaden 1997, ISBN 3-9804701-1-3. (Auftragsarbeit zur 225-Jahr-Feier der Spielbank)